# マット・フランコ
マシュー・ニール・フランコ（Matthew Neil Franco, 1969年8月19日 - ）は、アメリカ合衆国カリフォルニア州サンタモニカ出身の元プロ野球選手（外野手、内野手）。血液型AB型。叔父は俳優のカート・ラッセル。

## 来歴

### MLB時代
1987年のドラフト7巡目でシカゴ・カブスに入団、1995年にMLB初昇格。ニューヨーク・メッツに在籍した1999年は監督のボビー・バレンタインの下、代打の切り札として活躍していたが、2試合だけ投手で起用されたことがある。その後、アトランタ・ブレーブス（2002年）を経て、2004年に千葉ロッテマリーンズに入団。

### ロッテ時代
来日2年目2005年は、ヴァル・パスクチが入団し、外国人打者が4人になったことで、外国人枠の関係から開幕2軍が濃厚だったが、李承燁のオープン戦の不調や開幕後のパスクチの不調で2軍降格もあり、開幕から1軍で、さまざまな打順と守備位置をこなし、最終的に打率.300・21本塁打・78打点と前年以上の活躍を見せ、パ・リーグ外野手部門のベストナインを受賞した。ベニー・アグバヤニとともに打線の柱として、チームのリーグ優勝・日本一に貢献した。同年オフには代理人の意向で一度自由契約となったが、ロッテと再契約した。
2006年は去年と比べ不振で、終盤に登録抹消となった。不振な成績と37歳という年齢もあって、同年11月28日にヴァル・パスクチ、ケビン・バーンと共に自由契約選手として公示され退団した。

### ロッテ退団後
2011年2月5日　BS朝日のTV番組「USスタイル」において、フィットネスジムを経営しスタントウーマンでもある妻のベビン・カイエ・フランコ氏(Bevin Kaye Franco) が取り上げられ、ロサンゼルス郊外にある自宅と、幼い息子2人との生活が紹介された。

## 選手としての特徴・人物
- ファンからは通称「マティー」（Matthewの短縮型）などと呼ばれていた。
- 配球を読んで打つタイプで[1]、チャンスに強く[2]、内角に強く外角も逆らわず逆方向へ打ち返せる“日本向き”な野球ができた。守備に対しての評価は低く（千葉テレビの解説者である倉持明が中継中に思わず「へたくそですねー」とあきれるほど）、打球反応が悪く守備範囲が狭い上に球際に弱いため、指名打者としての出場も多かったが、一塁・三塁・外野（左翼・中堅・右翼全て）の5ポジションをこなせる。来日当初は内外野全てのポジション、さらに捕手もこなせると話題になった。
- チームメート思いで、乱闘があると味方選手を守って騒ぎを沈静化しようと率先して動いていた。2005年の交流戦で巨人の清水隆行が藤田宗一から本塁打を打って大声を上げてガッツポーズすると、それを藤田に対する罵声と勘違いし激怒して清水に詰め寄ったこともあった。
- かつて千葉ロッテに所属したフリオ・フランコとは血縁関係はないが、2002年から2003年にかけてアトランタ・ブレーブスでともにプレーした。
- 応援歌はDropkick Murphysの「For Boston」が原曲であるが、メロディの美しさとノリのよさからロッテファンはもちろん、他球団のファンにも人気があった。本人もこの応援を大変気に入っていた。ちなみにこの曲はかつてはデリック・メイの応援歌で、フランコの退団後は神戸拓光の応援歌にも使われていた。

## 薬物疑惑
2007年12月13日に発表されたミッチェル報告書によると、カーク・ラドムスキーは1995年にメッツのクラブハウス従業員を退職した後も、メッツの選手や関係者との交流は続けた。2000年にフランコにアナボリックステロイド（種類は言及されず）を提供したと主張している。フランコは報告書の調査スタッフによる電話を通した聴取に応じ、その中で過去に運動能力向上薬物を一度も購入していないし、使用していないと否定した。また、ラドムスキーとは今まで会ったり話したりした事も無いし、有罪答弁が報道された時に初めて彼の事を知ったと述べた。

## 詳細情報

### 年度別打撃成績
| 年 度    | 球 団    | 試 合 | 打 席 | 打 数 | 得 点 | 安 打 | 二 塁 打 | 三 塁 打 | 本 塁 打 | 塁 打 | 打 点 | 盗 塁 | 盗 塁 死 | 犠 打 | 犠 飛 | 四 球 | 敬 遠 | 死 球 | 三 振 | 併 殺 打 | 打 率 | 出 塁 率 | 長 打 率 | O P S |
| -------- | -------- | ----- | ----- | ----- | ----- | ----- | -------- | -------- | -------- | ----- | ----- | ----- | -------- | ----- | ----- | ----- | ----- | ----- | ----- | -------- | ----- | -------- | -------- | ----- |
| 1995     | CHC      | 16    | 17    | 17    | 3     | 5     | 1        | 0        | 0        | 6     | 1     | 0     | 0        | 0     | 0     | 0     | 0     | 0     | 4     | 0        | .294  | .294     | .353     | .647  |
| 1996     | NYM      | 14    | 34    | 31    | 3     | 6     | 1        | 0        | 1        | 10    | 2     | 0     | 0        | 0     | 1     | 1     | 0     | 1     | 5     | 1        | .194  | .235     | .323     | .558  |
| 1997     | NYM      | 112   | 176   | 163   | 21    | 45    | 5        | 0        | 5        | 65    | 21    | 1     | 0        | 0     | 0     | 13    | 4     | 0     | 23    | 4        | .276  | .330     | .399     | .728  |
| 1998     | NYM      | 103   | 187   | 161   | 20    | 44    | 7        | 2        | 1        | 58    | 13    | 0     | 1        | 1     | 1     | 23    | 6     | 1     | 26    | 8        | .273  | .366     | .360     | .726  |
| 1999     | NYM      | 122   | 161   | 132   | 18    | 31    | 5        | 0        | 4        | 48    | 21    | 0     | 0        | 0     | 1     | 28    | 3     | 0     | 21    | 9        | .235  | .366     | .364     | .730  |
| 2000     | NYM      | 101   | 157   | 134   | 9     | 32    | 4        | 0        | 2        | 42    | 14    | 0     | 0        | 1     | 1     | 21    | 3     | 0     | 22    | 3        | .239  | .340     | .313     | .653  |
| 2002     | ATL      | 81    | 233   | 205   | 25    | 65    | 15       | 4        | 6        | 106   | 30    | 1     | 0        | 0     | 1     | 27    | 2     | 0     | 31    | 5        | .317  | .395     | .517     | .912  |
| 2003     | ATL      | 112   | 148   | 134   | 11    | 33    | 5        | 0        | 3        | 47    | 15    | 0     | 1        | 1     | 2     | 11    | 0     | 0     | 26    | 4        | .246  | .299     | .351     | .650  |
| 2004     | ロッテ   | 130   | 503   | 439   | 70    | 122   | 35       | 2        | 16       | 209   | 65    | 1     | 2        | 1     | 3     | 58    | 1     | 2     | 66    | 11       | .278  | .363     | .476     | .839  |
| 2005     | ロッテ   | 129   | 520   | 464   | 73    | 139   | 28       | 0        | 21       | 230   | 78    | 2     | 2        | 1     | 1     | 52    | 1     | 2     | 90    | 7        | .300  | .372     | .496     | .868  |
| 2006     | ロッテ   | 91    | 298   | 274   | 33    | 72    | 8        | 0        | 7        | 101   | 20    | 1     | 1        | 1     | 1     | 21    | 1     | 1     | 49    | 9        | .263  | .316     | .369     | .685  |
| MLB：8年 | MLB：8年 | 661   | 1113  | 977   | 110   | 261   | 43       | 6        | 22       | 382   | 117   | 2     | 2        | 3     | 7     | 124   | 18    | 2     | 158   | 34       | .267  | .349     | .391     | .740  |
| NPB：3年 | NPB：3年 | 350   | 1321  | 1177  | 176   | 333   | 71       | 2        | 44       | 540   | 163   | 4     | 5        | 3     | 5     | 131   | 3     | 5     | 205   | 27       | .283  | .356     | .459     | .815  |

### 年度別守備成績
| 年度 | 一塁 | 一塁 | 一塁 | 一塁 | 一塁 | 一塁   | 三塁 | 三塁 | 三塁 | 三塁 | 三塁 | 三塁   | 外野 | 外野 | 外野 | 外野 | 外野 | 外野   |
| 年度 | 試合 | 刺殺 | 補殺 | 失策 | 併殺 | 守備率 | 試合 | 刺殺 | 補殺 | 失策 | 併殺 | 守備率 | 試合 | 刺殺 | 補殺 | 失策 | 併殺 | 守備率 |
| ---- | ---- | ---- | ---- | ---- | ---- | ------ | ---- | ---- | ---- | ---- | ---- | ------ | ---- | ---- | ---- | ---- | ---- | ------ |
| 2004 | 7    | 36   | 3    | 0    | 2    | 1.000  | 71   | 40   | 94   | 9    | 9    | .937   | 37   | 37   | 0    | 0    | 0    | 1.000  |
| 2005 | 36   | 197  | 11   | 1    | 17   | .995   | 1    | 1    | 3    | 2    | 1    | .667   | 89   | 116  | 3    | 2    | 1    | .983   |
| 2006 | 26   | 148  | 18   | 2    | 6    | .988   | 1    | 0    | 0    | 1    | 0    | .000   | 58   | 73   | 1    | 2    | 0    | .974   |
| 通算 | 69   | 381  | 32   | 3    | 25   | .993   | 73   | 41   | 97   | 12   | 10   | .920   | 184  | 226  | 4    | 4    | 1    | .983   |

### 表彰
- ベストナイン：1回 （2005年）

### 記録
NPB
- 初出場・初先発出場：2004年3月27日　対西武ライオンズ1回戦（西武ドーム）、6番・三塁手として先発出場
- 初安打・初打点：2004年3月29日　対大阪近鉄バファローズ1回戦（大阪ドーム）、3回表に山村宏樹から右前適時打
- 初本塁打：2004年3月30日　対大阪近鉄バファローズ2回戦（大阪ドーム）、7回表にジェレミー・パウエルから右越ソロ
- 初盗塁：2004年4月4日、対福岡ダイエーホークス3回戦（千葉マリンスタジアム）、4回裏に二盗（投手：松修康、捕手：城島健司）
- オールスターゲーム出場：1回（2005年）

### 背番号
- 15 （1995年 - 2000年）
- 4 （2002年 - 2006年）